# Tour de Pékin 2012
La 2e édition du Tour de Pékin a eu lieu du 9 au 13 octobre 2012. Il s'agit de la 29e et dernière épreuve de l'UCI World Tour 2012.
Le tenant du titre, l'Allemand Tony Martin (Omega Pharma-Quick Step) remporte de nouveau la course. Vainqueur de la 2e étape, il devance l'Italien Francesco Gavazzi (Astana), vainqueur de la 3e étape et le Norvégien Edvald Boasson Hagen (Sky).
Boasson Hagen remporte le classement par points, l'Irlandais Daniel Martin (Garmin-Sharp) celui de la montagne alors que le Polonais Rafał Majka (Saxo Bank-Tinkoff Bank) termine meilleur jeune. La formation italienne Liquigas-Cannondale gagne quant à elle le classement par équipes.

## Présentation

### Parcours
La course se déroule sur cinq étapes. Contrairement à l'année dernière, il n'y a pas de contre-la-montre. Le tour se veut également être « plus montagneux » que l'année dernière,.

### Équipes
L'organisateur a d'abord communiqué, le 27 août 2012, l'invitation de l'équipe néerlandaise Argos-Shimano, qui possède un coureur chinois (Ji Cheng). Cependant le 27 septembre 2012, l'équipe, qui possède un sponsor japonais (Shimano) annonce qu'elle ne participerait pas à l'épreuve pour des raisons politiques. En effet, la Chine et le Japon sont de plus en plus en conflit concernant la souveraineté sur des îles. Le 3 octobre, l'équipe chinoise continentale professionnelle Champion System est invitée. 19 équipes participent à ce Tour de Pékin - 18 ProTeams et 1 équipe continentale professionnelle :
| Nom de l'équipe         | Pays        | Code |
| ----------------------- | ----------- | ---- |
| AG2R La Mondiale        | France      | ALM  |
| Astana                  | Kazakhstan  | AST  |
| BMC Racing              | États-Unis  | BMC  |
| Euskaltel-Euskadi       | Espagne     | EUS  |
| FDJ-BigMat              | France      | FDJ  |
| Garmin-Sharp            | États-Unis  | GRS  |
| Katusha                 | Russie      | KAT  |
| Lampre-ISD              | Italie      | LAM  |
| Liquigas-Cannondale     | Italie      | LIQ  |
| Lotto-Belisol           | Belgique    | LTB  |
| Movistar                | Espagne     | MOV  |
| Omega Pharma-Quick Step | Belgique    | OPQ  |
| Orica-GreenEDGE         | Australie   | OGE  |
| Rabobank                | Pays-Bas    | RAB  |
| RadioShack-Nissan       | Luxembourg  | RNT  |
| Saxo Bank-Tinkoff Bank  | Danemark    | STB  |
| Sky                     | Royaume-Uni | SKY  |
| Vacansoleil-DCM         | Pays-Bas    | VCD  |

| Nom de l'équipe | Pays  | Code |
| --------------- | ----- | ---- |
| Champion System | Chine | CSS  |

### Favoris
Sans contre-la-montre sur l'épreuve, l'Allemand Tony Martin (Omega Pharma-Quick Step), tenant du titre, aura sans doute du mal à réussir le doublé mais sera sans doute à surveiller. Dépourvu de grandes têtes d'affiche du peloton, on peut citer quelques "grands noms" qui pourront se jouer la victoire finale tels que le Norvégien Edvald Boasson Hagen (Sky) et l'Australien Heinrich Haussler (Garmin-Sharp), qui pourront compter tous les deux sur les différentes bonifications, les coéquipiers de ce dernier, l'Irlandais Daniel Martin et le Canadien Ryder Hesjedal vainqueur du dernier Giro, l'Américain Taylor Phinney (BMC Racing) ainsi que les Espagnols Juan José Cobo (Movistar) et Samuel Sánchez (Euskaltel-Euskadi. À noter aussi les présences de Italiens Moreno Moser et Elia Viviani (Liquigas-Cannondale), Daniele Bennati (RadioShack-Nissan) et Alessandro Petacchi (Lampre-ISD), du Portugais Rui Costa (Movistar), du Français Jean-Christophe Péraud (AG2R La Mondiale), des Néerlandais Johnny Hoogerland (Vacansoleil-DCM) et Steven Kruijswijk (Rabobank) et du Kazakh Maxim Iglinskiy (Astana).

## Étapes
| Étape     | Date       | Villes étapes                                   |  | Distance (km) | Vainqueur d’étape | Leader du classement général |
| --------- | ---------- | ----------------------------------------------- |  | ------------- | ----------------- | ---------------------------- |
| 1re étape | 9 octobre  | Place Tian'anmen - Stade national de Pékin      |  | 117           | Elia Viviani      | Elia Viviani                 |
| 2e étape  | 10 octobre | Stade national de Pékin - District de Mentougou |  | 126           | Tony Martin       | Tony Martin                  |
| 3e étape  | 11 octobre | District de Mentougou - Badaling                |  | 162,5         | Francesco Gavazzi | Tony Martin                  |
| 4e étape  | 12 octobre | Xian de Yanqing - District de Changping         |  | 165,5         | Marco Haller      | Tony Martin                  |
| 5e étape  | 13 octobre | District de Changping - District de Pinggu      |  | 182,5         | Steve Cummings    | Tony Martin                  |

## Déroulement de la course

### 1reétape
|    | Coureur                    | Équipe                  |    | Temps           |
| -- | -------------------------- | ----------------------- | -- | --------------- |
| 1  | Elia Viviani (ITA)         | Liquigas-Cannondale     | en | 2 h 37 min 49 s |
| 2  | Andrew Fenn (GBR)          | Omega Pharma-Quick Step | +  | m.t             |
| 3  | Edvald Boasson Hagen (NOR) | Sky                     |    | m.t             |
| 4  | Kenny van Hummel (NED)     | Vacansoleil-DCM         |    | m.t             |
| 5  | Gregory Henderson (NZL)    | Lotto-Belisol           |    | m.t             |
| 6  | Theo Bos (NED)             | Rabobank                |    | m.t             |
| 7  | Enrique Sanz (ESP)         | Movistar                |    | m.t             |
| 8  | Aidis Kruopis (LTU)        | Orica-GreenEDGE         |    | m.t             |
| 9  | Alessandro Petacchi (ITA)  | Lampre-ISD              |    | m.t             |
| 10 | Klaas Lodewyck (BEL)       | BMC Racing              |    | m.t             |

|    | Coureur                    | Équipe                  |    | Temps           |
| -- | -------------------------- | ----------------------- | -- | --------------- |
| 1  | Elia Viviani (ITA)         | Liquigas-Cannondale     | en | 2 h 37 min 39 s |
| 2  | Andrew Fenn (GBR)          | Omega Pharma-Quick Step | +  | 4 s             |
| 3  | Matthieu Ladagnous (FRA)   | FDJ-BigMat              |    | 4 s             |
| 4  | Edvald Boasson Hagen (NOR) | Sky                     |    | 6 s             |
| 5  | Kenny van Hummel (NED)     | Vacansoleil-DCM         |    | 10 s            |
| 6  | Gregory Henderson (NZL)    | Lotto-Belisol           |    | 10 s            |
| 7  | Theo Bos (NED)             | Rabobank                |    | 10 s            |
| 8  | Enrique Sanz (ESP)         | Movistar                |    | 10 s            |
| 9  | Aidis Kruopis (LTU)        | Orica-GreenEDGE         |    | 10 s            |
| 10 | Alessandro Petacchi (ITA)  | Lampre-ISD              |    | 10 s            |

### 2eétape
|    | Coureur                 | Équipe                  |    | Temps           |
| -- | ----------------------- | ----------------------- | -- | --------------- |
| 1  | Tony Martin (GER)       | Omega Pharma-Quick Step | en | 2 h 53 min 05 s |
| 2  | Francesco Gavazzi (ITA) | Astana                  | +  | 46 s            |
| 3  | Eros Capecchi (ITA)     | Liquigas-Cannondale     |    | 46 s            |
| 4  | Rinaldo Nocentini (ITA) | AG2R La Mondiale        |    | 46 s            |
| 5  | Tomasz Marczyński (POL) | Vacansoleil-DCM         |    | 46 s            |
| 6  | Daniel Martin (IRL)     | Garmin-Sharp            |    | 46 s            |
| 7  | Tom-Jelte Slagter (NED) | Rabobank                |    | 46 s            |
| 8  | Rafał Majka (POL)       | Saxo Bank-Tinkoff Bank  |    | 46 s            |
| 9  | David Tanner (AUS)      | Saxo Bank-Tinkoff Bank  |    | 50 s            |
| 10 | Simon Clarke (AUS)      | Orica-GreenEDGE         |    | 50 s            |

|    | Coureur                    | Équipe                  |    | Temps           |
| -- | -------------------------- | ----------------------- | -- | --------------- |
| 1  | Tony Martin (GER)          | Omega Pharma-Quick Step | en | 5 h 30 min 44 s |
| 2  | Francesco Gavazzi (ITA)    | Astana                  | +  | 50 s            |
| 3  | Eros Capecchi (ITA)        | Liquigas-Cannondale     |    | 52 s            |
| 4  | Edvald Boasson Hagen (NOR) | Sky                     |    | 56 s            |
| 5  | Rinaldo Nocentini (ITA)    | AG2R La Mondiale        |    | 56 s            |
| 6  | Daniel Martin (IRL)        | Garmin-Sharp            |    | 56 s            |
| 7  | Tomasz Marczyński (POL)    | Vacansoleil-DCM         |    | 56 s            |
| 8  | Rafał Majka (POL)          | Saxo Bank-Tinkoff Bank  |    | 56 s            |
| 9  | Tim Wellens (BEL)          | Lotto-Belisol           |    | 1 min 00 s      |
| 10 | Rui Costa (POR)            | Movistar                |    | 1 min 00 s      |

### 3eétape
|    | Coureur                    | Équipe              |    | Temps           |
| -- | -------------------------- | ------------------- | -- | --------------- |
| 1  | Francesco Gavazzi (ITA)    | Astana              | en | 4 h 05 min 08 s |
| 2  | Daniel Martin (IRL)        | Garmin-Sharp        | +  | m.t             |
| 3  | Edvald Boasson Hagen (NOR) | Sky                 |    | m.t             |
| 4  | Rinaldo Nocentini (ITA)    | AG2R La Mondiale    |    | m.t             |
| 5  | Rui Costa (POR)            | Movistar            |    | m.t             |
| 6  | Tom-Jelte Slagter (NED)    | Rabobank            |    | m.t             |
| 7  | Eros Capecchi (ITA)        | Liquigas-Cannondale |    | m.t             |
| 8  | Moreno Moser (ITA)         | Liquigas-Cannondale |    | m.t             |
| 9  | Mathias Frank (SUI)        | BMC Racing          |    | m.t             |
| 10 | Daniele Pietropolli (ITA)  | Lampre-ISD          |    | m.t             |

|    | Coureur                    | Équipe                  |    | Temps           |
| -- | -------------------------- | ----------------------- | -- | --------------- |
| 1  | Tony Martin (GER)          | Omega Pharma-Quick Step | en | 9 h 35 min 52 s |
| 2  | Francesco Gavazzi (ITA)    | Astana                  | +  | 40 s            |
| 3  | Daniel Martin (IRL)        | Garmin-Sharp            |    | 50 s            |
| 4  | Edvald Boasson Hagen (NOR) | Sky                     |    | 52 s            |
| 5  | Eros Capecchi (ITA)        | Liquigas-Cannondale     |    | 52 s            |
| 6  | Rinaldo Nocentini (ITA)    | AG2R La Mondiale        |    | 56 s            |
| 7  | Tomasz Marczyński (POL)    | Vacansoleil-DCM         |    | 56 s            |
| 8  | Rafał Majka (POL)          | Saxo Bank-Tinkoff Bank  |    | 56 s            |
| 9  | Rui Costa (POR)            | Movistar                |    | 1 min 00 s      |
| 10 | Tim Wellens (BEL)          | Lotto-Belisol           |    | 1 min 00 s      |

### 4eétape
|    | Coureur                     | Équipe                  |    | Temps           |
| -- | --------------------------- | ----------------------- | -- | --------------- |
| 1  | Marco Haller (AUT)          | Katusha                 | en | 3 h 35 min 39 s |
| 2  | Alessandro Petacchi (ITA)   | Lampre-ISD              | +  | m.t             |
| 3  | Elia Viviani (ITA)          | Liquigas-Cannondale     |    | m.t             |
| 4  | Lucas Sebastián Haedo (ARG) | Saxo Bank-Tinkoff Bank  |    | m.t             |
| 5  | Daniele Bennati (ITA)       | RadioShack-Nissan       |    | m.t             |
| 6  | Francesco Chicchi (ITA)     | Omega Pharma-Quick Step |    | m.t             |
| 7  | Klaas Lodewyck (BEL)        | BMC Racing              |    | m.t             |
| 8  | Allan Davis (AUS)           | Orica-GreenEDGE         |    | m.t             |
| 9  | Edvald Boasson Hagen (NOR)  | Sky                     |    | m.t             |
| 10 | Dominique Rollin (CAN)      | FDJ-BigMat              |    | m.t             |

|    | Coureur                    | Équipe                  |    | Temps            |
| -- | -------------------------- | ----------------------- | -- | ---------------- |
| 1  | Tony Martin (GER)          | Omega Pharma-Quick Step | en | 13 h 11 min 31 s |
| 2  | Francesco Gavazzi (ITA)    | Astana                  | +  | 40 s             |
| 3  | Daniel Martin (IRL)        | Garmin-Sharp            |    | 50 s             |
| 4  | Edvald Boasson Hagen (NOR) | Sky                     |    | 52 s             |
| 5  | Eros Capecchi (ITA)        | Liquigas-Cannondale     |    | 52 s             |
| 6  | Rinaldo Nocentini (ITA)    | AG2R La Mondiale        |    | 56 s             |
| 7  | Tomasz Marczyński (POL)    | Vacansoleil-DCM         |    | 56 s             |
| 8  | Rafał Majka (POL)          | Saxo Bank-Tinkoff Bank  |    | 56 s             |
| 9  | Rui Costa (POR)            | Movistar                |    | 1 min 00 s       |
| 10 | Tim Wellens (BEL)          | Lotto-Belisol           |    | 1 min 00 s       |

### 5eétape
|    | Coureur                    | Équipe                 |    | Temps           |
| -- | -------------------------- | ---------------------- | -- | --------------- |
| 1  | Steve Cummings (GBR)       | BMC Racing             | en | 4 h 05 min 08 s |
| 2  | Ryder Hesjedal (CAN)       | Garmin-Sharp           | +  | 2 s             |
| 3  | Edvald Boasson Hagen (NOR) | Sky                    |    | 17 s            |
| 4  | Daniele Bennati (ITA)      | RadioShack-Nissan      |    | 17 s            |
| 5  | Tim Wellens (BEL)          | Lotto-Belisol          |    | 17 s            |
| 6  | Francesco Gavazzi (ITA)    | Astana                 |    | 17 s            |
| 7  | Tom-Jelte Slagter (NED)    | Rabobank               |    | 17 s            |
| 8  | Rafał Majka (POL)          | Saxo Bank-Tinkoff Bank |    | 17 s            |
| 9  | Mathias Frank (SUI)        | BMC Racing             |    | 17 s            |
| 10 | Simon Clarke (AUS)         | Orica-GreenEDGE        |    | 17 s            |

|    | Coureur                    | Équipe                  |    | Temps            |
| -- | -------------------------- | ----------------------- | -- | ---------------- |
| 1  | Tony Martin (GER)          | Omega Pharma-Quick Step | en | 17 h 16 min 56 s |
| 2  | Francesco Gavazzi (ITA)    | Astana                  | +  | 40 s             |
| 3  | Edvald Boasson Hagen (NOR) | Sky                     |    | 46 s             |
| 4  | Daniel Martin (IRL)        | Garmin-Sharp            |    | 50 s             |
| 5  | Eros Capecchi (ITA)        | Liquigas-Cannondale     |    | 52 s             |
| 6  | Rinaldo Nocentini (ITA)    | AG2R La Mondiale        |    | 56 s             |
| 7  | Rafał Majka (POL)          | Saxo Bank-Tinkoff Bank  |    | 56 s             |
| 8  | Tomasz Marczyński (POL)    | Vacansoleil-DCM         |    | 56 s             |
| 9  | Rui Costa (POR)            | Movistar                |    | 1 min 00 s       |
| 10 | Tim Wellens (BEL)          | Lotto-Belisol           |    | 1 min 00 s       |

## Classements finals

### Classement général
|    | Cycliste             | Pays      | Équipe                  |    | Temps            |
| -- | -------------------- | --------- | ----------------------- | -- | ---------------- |
| 1  | Tony Martin          | Allemagne | Omega Pharma-Quick Step | en | 17 h 16 min 56 s |
| 2  | Francesco Gavazzi    | Italie    | Astana                  | +  | 40 s             |
| 3  | Edvald Boasson Hagen | Norvège   | Sky                     |    | 46 s             |
| 4  | Daniel Martin        | Irlande   | Garmin-Sharp            |    | 50 s             |
| 5  | Eros Capecchi        | Italie    | Liquigas-Cannondale     |    | 52 s             |
| 6  | Rinaldo Nocentini    | Italie    | AG2R La Mondiale        |    | 56 s             |
| 7  | Rafał Majka          | Pologne   | Saxo Bank-Tinkoff Bank  |    | 56 s             |
| 8  | Tomasz Marczyński    | Pologne   | Vacansoleil-DCM         |    | 56 s             |
| 9  | Rui Costa            | Portugal  | Movistar                |    | 1 min 00 s       |
| 10 | Tim Wellens          | Belgique  | Lotto-Belisol           |    | 1 min 00 s       |

### Classements annexes
|   | Cycliste             | Pays    | Équipe              | Points |
| - | -------------------- | ------- | ------------------- | ------ |
| 1 | Edvald Boasson Hagen | Norvège | Sky                 | 49     |
| 2 | Francesco Gavazzi    | Italie  | Astana              | 39     |
| 3 | Elia Viviani         | Italie  | Liquigas-Cannondale | 30     |

|   | Cycliste      | Pays      | Équipe                  | Points |
| - | ------------- | --------- | ----------------------- | ------ |
| 1 | Daniel Martin | Irlande   | Garmin-Sharp            | 39     |
| 2 | Pim Ligthart  | Pays-Bas  | Vacansoleil-DCM         | 26     |
| 3 | Tony Martin   | Allemagne | Omega Pharma-Quick Step | 20     |

|   | Cycliste          | Pays     | Équipe                 |    | Temps            |
| - | ----------------- | -------- | ---------------------- | -- | ---------------- |
| 1 | Rafał Majka       | Pologne  | Saxo Bank-Tinkoff Bank | en | 17 h 17 min 52 s |
| 2 | Tim Wellens       | Belgique | Lotto-Belisol          | +  | 4 s              |
| 3 | Tom-Jelte Slagter | Pays-Bas | Rabobank               |    | 9 s              |

|   | Équipe              | Pays       |    | Temps            |
| - | ------------------- | ---------- | -- | ---------------- |
| 1 | Liquigas-Cannondale | Italie     | en | 51 h 56 min 06 s |
| 2 | Euskaltel-Euskadi   | Espagne    | +  | 27 s             |
| 3 | Astana              | Kazakhstan |    | 1 min 56 s       |

### UCI World Tour
Ce Tour de Pékin attribue des points pour l'UCI World Tour 2012, seulement aux coureurs des équipes ayant un label ProTeam.
| Position           | 1er | 2e | 3e | 4e | 5e | 6e | 7e | 8e | 9e | 10e |
| Classement général | 100 | 80 | 70 | 60 | 50 | 40 | 30 | 20 | 10 | 4   |
| Par étape          | 6   | 4  | 2  | 1  | 1  |    |    |    |    |     |

| #  | Coureur              | Équipe                  | Points |
| -- | -------------------- | ----------------------- | ------ |
| 1  | Tony Martin          | Omega Pharma-Quick Step | 106    |
| 2  | Francesco Gavazzi    | Astana                  | 90     |
| 3  | Edvald Boasson Hagen | Sky                     | 76     |
| 4  | Daniel Martin        | Garmin-Sharp            | 64     |
| 5  | Eros Capecchi        | Liquigas-Cannondale     | 52     |
| 6  | Rinaldo Nocentini    | AG2R La Mondiale        | 42     |
| 7  | Rafał Majka          | Saxo Bank-Tinkoff Bank  | 30     |
| 8  | Tomasz Marczyński    | Vacansoleil-DCM         | 21     |
| 9  | Rui Costa            | Movistar                | 11     |
| 10 | Elia Viviani         | Liquigas-Cannondale     | 8      |

| Suite du classement (11-20) | Suite du classement (11-20) | Suite du classement (11-20) | Suite du classement (11-20) |
| --------------------------- | --------------------------- | --------------------------- | --------------------------- |
| 11                          | Steve Cummings              | BMC Racing                  | 6                           |
| 11                          | Marco Haller                | Katusha                     | 6                           |
| 13                          | Tim Wellens                 | Lotto-Belisol               | 5                           |
| 14                          | Andrew Fenn                 | Omega Pharma-Quick Step     | 4                           |
| 14                          | Ryder Hesjedal              | Garmin-Sharp                | 4                           |
| 14                          | Alessandro Petacchi         | Lampre-ISD                  | 4                           |
| 17                          | Daniele Bennati             | RadioShack-Nissan           | 2                           |
| 18                          | Lucas Sebastián Haedo       | Saxo Bank-Tinkoff Bank      | 1                           |
| 18                          | Gregory Henderson           | Lotto-Belisol               | 1                           |
| 18                          | Kenny van Hummel            | Vacansoleil-DCM             | 1                           |

## Évolution des classements
| Étape              | Vainqueur          | Classement général | Classement par points | Classement de la montagne | Classement du meilleur jeune | Classement par équipes |
| ------------------ | ------------------ | ------------------ | --------------------- | ------------------------- | ---------------------------- | ---------------------- |
| 1                  | Elia Viviani       | Elia Viviani       | Elia Viviani          | Non décerné               | Elia Viviani                 | Movistar               |
| 2                  | Tony Martin        | Tony Martin        | Tony Martin           | Daniel Martin             | Rafał Majka                  | Astana                 |
| 3                  | Francesco Gavazzi  | Tony Martin        | Francesco Gavazzi     | Daniel Martin             | Rafał Majka                  | Liquigas-Cannondale    |
| 4                  | Marco Haller       | Tony Martin        | Edvald Boasson Hagen  | Daniel Martin             | Rafał Majka                  | Liquigas-Cannondale    |
| 5                  | Steve Cummings     | Tony Martin        | Edvald Boasson Hagen  | Daniel Martin             | Rafał Majka                  | Liquigas-Cannondale    |
| Classements finals | Classements finals | Tony Martin        | Edvald Boasson Hagen  | Daniel Martin             | Rafał Majka                  | Liquigas-Cannondale    |